# Подолинский сельский округ
Подолинский сельский округ — упразднённая административно-территориальная единица, существовавшая на территории Солнечногорского района Московской области в 1994—2006 годах.
Подолинский сельсовет был образован в первые годы советской власти. По данным 1921 года он входил в состав Ульяновской волости Московского уезда Московской губернии.
В 1924 году Подолинский с/с был присоединён к Лигачёвскому с/с, но в 1926 году вновь выделен из его состава.
В 1926 году Подолинский с/с включал деревни Жаворонки и Подолино.
В 1929 году Подолинский с/с был отнесён к Сходненскому району Московского округа Московской области.
27 сентября 1932 года в связи с ликвидацией Сходненского района Подолинский с/с был передан в Солнечногорский район.
17 июля 1939 года к Подолинскому с/с был присоединён Лигачёвский с/с (селения Лигачёво, Лугинино и Середниково), селение Саврасово упразднённого Джунковского с/с и санаторий «Мцыри».
28 мая 1940 года Подолинский с/с был передан в новый Химкинский район.
16 января 1950 года из Подолинского с/с в черту рабочего посёлка Сходня было передано селение Новоподолино.
14 июня 1954 года к Подолинскому с/с был присоединён Усковский сельсовет (селения Голиково, Морщихино и Усково).
28 июля 1960 года Химкинский район был упразднён, а Подолинский с/с передан в воссозданный Солнечногорский район.
26 декабря 1962 года Солнечногорский район был переименован в Солнечногорский сельский, в состав которого вошёл Подолинский с/с. 
21 ноября 1964 года Солнечногорский сельский район был переименован в Солнечногорский, в состав которого вошёл Подолинский с/с.
16 марта 1971 года из Подолинского с/с в административное подчинение городу Сходня были переданы селения Морщихино (включено 5 февраля 1975 года в черту города Сходня), Саврасово (включено 5 февраля 1975 года в черту города Сходня) и Усково.
3 февраля 1994 года Подолинский с/с был преобразован в Подолинский сельский округ.
20 октября 1999 года центр Подолинского с/о был перенесён из деревни Подолино в посёлок санатория «Мцыри».
В ходе муниципальной реформы 2004—2005 годов Подолинский сельский округ прекратил своё существование как муниципальная единица. При этом все его населённые пункты были переданы в сельское поселение Кутузовское.
29 ноября 2006 года Подолинский сельский округ исключён из учётных данных административно-территориальных и территориальных единиц Московской области.